# James Ewing
James Ewing, född 25 december 1866 i Pittsburgh, död 16 maj 1943 i New York, var en amerikansk patolog. Han har givit namn åt den typ av tumör som är känd som Ewings sarkom.
År 1899 utsågs Ewing till professor i klinisk patologi vid Cornell University i New York; ett år senare gifte han sig med Catherine Halsted, som avled 1903. Hans stora intresse var cancer och 1902 var han en viktig faktor till att P. Huntington Fund for Cancer Research bildades.
År 1906 publicerade Ewing med kolleger en rapport rörande deras undersökning av lymfosarkom hos hundar. Året därpå ingick han som en av grundarna av American Association for Cancer Research. Han skrev ett flertal monografier och textböcker samt grundade tidskriften Journal of Cancer Research.